# Jean Ces
Jean Ces (13. januar 1906 – 25. december 1969) var en fransk bokser som deltog i de olympiske lege 1924 i Paris.
Ces vandt en bronzemedalje i boksning under OL 1924 i Paris. Han kom på en andenplads i vægtklassen bantamvægt. Der var enogtyve boksere fra femten lande som deltog i vægtklassen som blev afholdt den 15. til 20. juli 1924. Ces tabte semifinalen til Salvatore Tripoli fra USA. I bronzefinalen besejrede han svenske Oscar Andrén.